# Cesare Trombini
Cesare Trombini (ur. 18 lutego 1839 w Padwie, zm. 15 sierpnia 1898 w Wenecji) – włoski dyrygent, skrzypek i pedagog muzyczny.

## Życiorys
Uczył się gry na skrzypcach u Lodovica Baseggia w Udine, koncertował w Wenecji, Mediolanie, Cremonie, Parmie i Weronie. W latach 1848–1850 studiował w Wiedniu u Josepha Maysedera (skrzypce) i Simona Sechtera (kompozycja). Działał jako dyrygent teatralny i operowy w miastach Toskanii i Lombardii, występował też w Niemczech i Austrii. W 1870 roku został dyrygentem Teatro La Fenice w Wenecji. W latach 1874–1881 i 1891–1898 był dyrygentem Teatru Wielkiego w Warszawie. Zmodernizował teatr, poszerzając widownię i kanał orkiestrowy, poprawiając akustykę oraz przesuwając pulpit dyrygenta bliżej widowni. Poprowadził polskie premiery Aidy Giuseppe Verdiego, Lohengrina Richarda Wagnera i Mefistofelesa Arriga Boita. Dyrygował też polskim prawykonaniem Requiem Verdiego (1892). Między 1881 a 1891 rokiem przebywał w Petersburgu, gdzie uczył śpiewu i dyrygował operami. W latach 1889–1894 wspólnie z Mieczysławem Horbowskim prowadził klasę śpiewu w Warszawskim Instytucie Muzycznym.
Był żonaty z Emilią Dąbrowską, córką nauczyciela z Kalisza. Jego córką była pianistka Margerita Trombini-Kazuro.